# Shenchi
Der Kreis Shenchi (神池县,  Shénchí Xiàn ) ist ein chinesischer Kreis, der zum Verwaltungsgebiet der bezirksfreien Stadt Xinzhou in der Provinz Shanxi gehört. Er hat eine Fläche von 1.478 Quadratkilometern und zählt 75.757 Einwohner (Stand: Zensus 2020). Hauptort und Regierungssitz ist die Großgemeinde Longquan (龙泉镇).

## Administrative Gliederung
Auf Gemeindeebene setzt sich der Kreis aus drei Großgemeinden und sieben Gemeinden zusammen.
Diese sind:
- Großgemeinde Longquan 龙泉镇
- Großgemeinde Yijing 义井镇
- Großgemeinde Bajiao 八角镇

- Gemeinde Donghu 东湖乡
- Gemeinde Taipingzhuang 太平庄乡
- Gemeinde Hubei 虎北乡
- Gemeinde Jiazhi 贺职乡
- Gemeinde Changzhen 长畛乡
- Gemeinde Liebao 烈堡乡
- Gemeinde Dayanbei 大严备乡